# Обломиевский, Дмитрий Дмитриевич
Дмитрий Дмитриевич Обломиевский (14 августа 1907, Орёл, Российская империя — 21 мая 1971, Москва, СССР) — русский советский литературовед, редактор, специалист по французской литературе.

## Биография
В 1930 году окончил Ленинградский государственный университет.
С 1943 по 1945 год работал главным редактором французского издания журнала «Интернациональная литература». С 1946 по 1948 год — главный редактор журнала «Советская литература» на французском языке. С 1950 года — научный сотрудник Института мировой литературы им. А. М. Горького АН СССР.
Научные заслуги Д. Д. Обломиевского состоят в своего рода «реабилитации» нереалистических направлений в советском литературоведении. Его книги о французском классицизме, романтизме и символизме отмечены стремлением показать оригинальность и плодотворность этих литературных направлений, отличаются интересом к поэтологическим аспектам изучаемых литературных явлений.

## Избранные публикации
- Основные этапы творческого пути Бальзака. М.: ИМЛИ, 1957
- Французский романтизм. Очерки. М.: Гослитиздат, 1947. 3
- Литература Французской революции. 1789—1794 // История французской литературы: В 4 т. М.: Изд-во АН СССР, 1956.
- Французский романтизм до 1830 года // История французской литературы: В 4 т. М.: Изд-во АН СССР, 1956. * Литературная теория социалистов-утопистов и развитие французской литературы . История французской литературы: В 4 т. М.: Изд-во АН СССР, 1956. Т. II. С. 226—245.
- Бальзак // История французской литературы: В 4 т. М.: Изд-во АН СССР, 1956.
- Обломиевский Д. Д. Бальзак: Этапы творческого пути. М.: Гослитиздат, 1961.
- Французский классицизм. Очерки. М.: Наука, 1968.
- Французский символизм. М.: Наука, 1973. 302 с. 11.
- Роман 1810—1830-х годов. Лесаж. Мариво. Прево // История всемирной литературы: В 8 т. М.: Наука, 1988. * Монтескье // История всемирной литературы: В 8 т. М.: Наука, 1988.
- Руссо // История всемирной литературы: В 8 т. М.: Наука, 1988.
- Развитие сентиментализма. Мерсье. Бернарден де Сен-Пьер // История всемирной литературы: В 8 т. М.: Наука, 1988.
- Шодерло де Лакло // История всемирной литературы: В 8 т. М.: Наука, 1988.
- Бомарше // История всемирной литературы: В 8 т. М.: Наука, 1988.
- Литература Революции // История всемирной литературы: В 8 т. М.: Наука, 1988.

## Источник
- Большая российская энциклопедия : [в 35 т.] / гл. ред. Ю. С. Осипов. — М. : Большая российская энциклопедия, 2004—2017.
- Большая советская энциклопедия. — М.: Советская энциклопедия. 1969—1978
- Энциклопедический словарь. 2009.
- Большая биографическая энциклопедия. 2009.